# Fingla
Fingla est une localitée située dans le département de Béguédo de la province du Boulgou dans la région Centre-Est au Burkina Faso.

## Géographie
Fingla se situe à 4 km au nord-ouest de Béguédo, le chef-lieu du département dont elle constitue un faubourg et un continum urbanistique, et de la route nationale 17 ainsi qu'à 20 km à l'ouest de Garango. Le village est sur la rive du fleuve Nakembé, à la confluence de ce dernier avec la Dougoula Mondi.

## Démographie
| 2003  | 2006  | 2012 |
| ----- | ----- | ---- |
| 2 118 | 2 535 | -    |

En 2006, sur les 2 535 habitants du village – regroupés en 407 ménages – 55,78 % étaient des femmes, près 50,65 % avaient moins de 14 ans, 45 % entre 15 et 64 ans et environ 4 % plus de 65 ans.

## Santé et éducation
Fingla accueille un dispensaire isolé tandis que le centre de santé et de promotion sociale (CSPS) le plus proche est à Béguédo et le centre médical avec antenne chirurgicale (CMA) se trouve à Garango.
Le village possède une école primaire publique.